# Bunker Hill (Illinois)
Bunker Hill é uma cidade localizada no estado americano de Illinois, no Condado de Macoupin.

## Demografia
Segundo o censo americano de 2000, a sua população era de 1801 habitantes. 
Em 2006, foi estimada uma população de 1777, um decréscimo de 24 (-1.3%).

## Geografia
De acordo com o United States Census Bureau tem uma área de 
3,2 km², dos quais 3,1 km² cobertos por terra e 0,1 km² cobertos por água. Bunker Hill localiza-se a aproximadamente 202 m acima do nível do mar.

## Localidades na vizinhança
O diagrama seguinte representa as localidades num raio de 16 km ao redor de Bunker Hill. 